# Indosquillidae
Indosquillidae is een familie van kreeftachtigen uit de klasse van de Malacostraca (Hogere kreeftachtigen).

## Geslacht
- Indosquilla Ingle & Merrett, 1971